# Роні Бар-Он
Роні Бар-Он (івр. רוני בר-און, нар. 2 червня 1948) — ізраїльський політичний діяч, неодноразово займав різні міністерські пости у декількох урядах Ізраїлю.

## Біографія
Роні Бар-Он народився 2 червня 1948.
2006 року був обраний до Кнесету 16-го скликання від партії Лікуд, був головою парламентської комісії. Після створення партії Кадіма, перейшов до цієї партії, є головою парламентської фракції «Кадіма». 18 січня 2006 призначений міністром інфраструктур та міністром науки та технології.